# Rial ARC2
Chronologie des modèles (1989)
Rial ARC1
La Rial ARC2 est la monoplace de Formule 1 engagée par l'écurie allemande Rial Racing dans le cadre du championnat du monde de Formule 1 1989. Elle est pilotée par les Allemands Christian Danner et Volker Weidler, remplacés par le Français Pierre-Henri Raphanel et le Suisse Gregor Foitek, lui-même remplacé par le Belge Bertrand Gachot. Elle est propulsée par un moteur V8 Ford-Cosworth DFR.

## Historique
Pour 1989, Gunther Schmit confie la conception de la Rial ARC2 à Stefan Fober. Cette évolution de la Rial ARC1 est confiée aux Allemands Christian Danner et Volker Weidler. Ce dernier est soumis aux préqualifications pour la première moitié de la saison, mais il ne parvient jamais à franchir cet écueil,.
En effet, seul Christian Danner se qualifie, à quatre reprises sur seize engagements. D'abord, au Grand Prix du Brésil, l'Allemand, élancé depuis la dix-septième place sur la grille de départ, abandonne à trois tours de l'arrivée, à la suite de la rupture de sa transmission, alors qu'il était quatorzième,.
Il faut attendre la quatrième manche du championnat, disputé au Mexique, pour revoir Danner en course : qualifié vingt-troisième, il termine douzième, à deux tours du vainqueur Ayrton Senna (McLaren),.
Aux États-Unis, l'Allemand, parti vingt-sixième, profite des nombreux abandons pour réaliser la meilleure performance de sa carrière et terminer quatrième, marquant les trois seuls points de Rial cette saison et égalant la meilleure performance de l’écurie, obtenue par Andrea De Cesaris au Grand Prix de Détroit 1988,,.
Lors de l'épreuve suivante, organisée au Canada, Danner s'élance de la vingt-troisième place et franchit l'arrivée en huitième et dernière position, à trois tours du vainqueur Thierry Boutsen (Williams),.
Les trois points marqués par Danner permettent à Rial d'éviter de passer par les préqualifications à partir du Grand Prix d'Allemagne, qui marque le début de la deuxième moitié du championnat. Or, aucune Rial ne prend le départ de la moindre course. En outre, Volker Weidler est exclu de son Grand Prix national pour avoir été dépanné en piste par ses mécaniciens.
En Hongrie, Rial Racing écope d'une amende de 5 000 dollars de la part de la FISA pour aileron arrière non conforme. Gunther Schmidt rejette la faute sur son directeur technique, Stefan Fober, qui remet immédiatement sa démission. En marge du Grand Prix de Belgique, Fober est remplacé par Christian Vanderpleyn. Néanmoins, ce dernier ne signe aucun contrat et quitte rapidement l'écurie. En outre, Volker Weidler est licencié et suppléé par le Français Pierre-Henri Raphanel.
Après des essais comparatifs menés sur le circuit d'Hockenheim en Allemagne, il s'avère que l'ARC1 est plus rapide que l'ARC2. Un exemplaire de l'ancienne monoplace est donc apporté au Grand Prix d'Italie, en vain, puisque son cockpit, trop exigu, ne convient ni à Danner, ni à Raphanel.
En marge du Grand Prix du Portugal, Gunther Schmidt annonce que les commanditaires de Christian Danner n'ont pas versé un seul centime à l'écurie allemande : le patron de Rial accuse Martin Reiss, l'agent du pilote allemand, d'avoir détourné ces sommes d'argent à son profit. Ainsi, peu avant le Grand Prix d'Espagne, Danner est limogé et remplacé par le Suisse Gregor Foitek, soutenu financièrement par son père, Karl Foitek. Lors des essais du vendredi, Foitek perd sol aileron arrière dans une courbe rapide du circuit permanent de Jerez et percute un mur de pneus à près de 300 km/h, détruisant totalement sa monoplace.
Dès l'épreuve suivante, au Grand Prix du Japon, Gregor Foitek quitte l'écurie et est remplacé par le Belge Bertrand Gachot, qui échoue également à se qualifier pour la moindre course.
Au terme du championnat, Rial Racing se classe treizième du championnat du monde des pilotes, avec trois points, tous marqués par Christian Danner, vingt-deuxième du championnat du monde des pilotes. L'écurie allemande quitte alors la Formule 1.

## Résultats en championnat du monde de Formule 1
| Saison | Écurie      | Moteur               | Pneus    | Pilotes               | Courses | Courses | Courses | Courses | Courses | Courses | Courses | Courses | Courses | Courses | Courses | Courses | Courses | Courses | Courses | Courses | Points inscrits | Classement |
| Saison | Écurie      | Moteur               | Pneus    | Pilotes               | 1       | 2       | 3       | 4       | 5       | 6       | 7       | 8       | 9       | 10      | 11      | 12      | 13      | 14      | 15      | 16      | Points inscrits | Classement |
| ------ | ----------- | -------------------- | -------- | --------------------- | ------- | ------- | ------- | ------- | ------- | ------- | ------- | ------- | ------- | ------- | ------- | ------- | ------- | ------- | ------- | ------- | --------------- | ---------- |
| 1989   | Rial Racing | Ford-Cosworth DFR V8 | Goodyear |                       | BRÉ     | SMR     | MON     | MEX     | USA     | CAN     | FRA     | GBR     | ALL     | HON     | BEL     | ITA     | POR     | ESP     | JAP     | AUS     | 3               | 13e        |
| 1989   | Rial Racing | Ford-Cosworth DFR V8 | Goodyear | Christian Danner      | 14e     | Nq      | Nq      | 12e     | 4e      | 8e      | Nq      | Nq      | Nq      | Nq      | Nq      | Nq      | Nq      |         |         |         | 3               | 13e        |
| 1989   | Rial Racing | Ford-Cosworth DFR V8 | Goodyear | Volker Weidler        | Npq     | Npq     | Npq     | Npq     | Npq     | Npq     | Npq     | Npq     | Exc.    | Nq      |         |         |         |         |         |         | 3               | 13e        |
| 1989   | Rial Racing | Ford-Cosworth DFR V8 | Goodyear | Pierre-Henri Raphanel |         |         |         |         |         |         |         |         |         |         | Nq      | Nq      | Nq      | Nq      | Nq      | Nq      | 3               | 13e        |
| 1989   | Rial Racing | Ford-Cosworth DFR V8 | Goodyear | Gregor Foitek         |         |         |         |         |         |         |         |         |         |         |         |         |         | Nq      |         |         | 3               | 13e        |
| 1989   | Rial Racing | Ford-Cosworth DFR V8 | Goodyear | Bertrand Gachot       |         |         |         |         |         |         |         |         |         |         |         |         |         |         | Nq      | Nq      | 3               | 13e        |

Légende : ici 